# Walter Campbell (hokej na travi)
Walter Islay Hamilton Campbell (14. listopada 1886. — 11. srpnja 1967.) je bivši irski hokejaš na travi. 
Osvojio je srebrno odličje na hokejaškom turniru na Olimpijskim igrama 1908. u Londonu igrajući za Irsku. 

## Vanjske poveznice
- Profil na Sports Reference.com  Arhivirana inačica izvorne stranice od 18. travnja 2020. (Wayback Machine)